# Hohenbergia burle-marxii
Hohenbergia burle-marxii là một loài thực vật có hoa trong họ Bromeliaceae. Loài này được Leme & W.Till mô tả khoa học đầu tiên năm 1996.